# Die alten, bösen Lieder

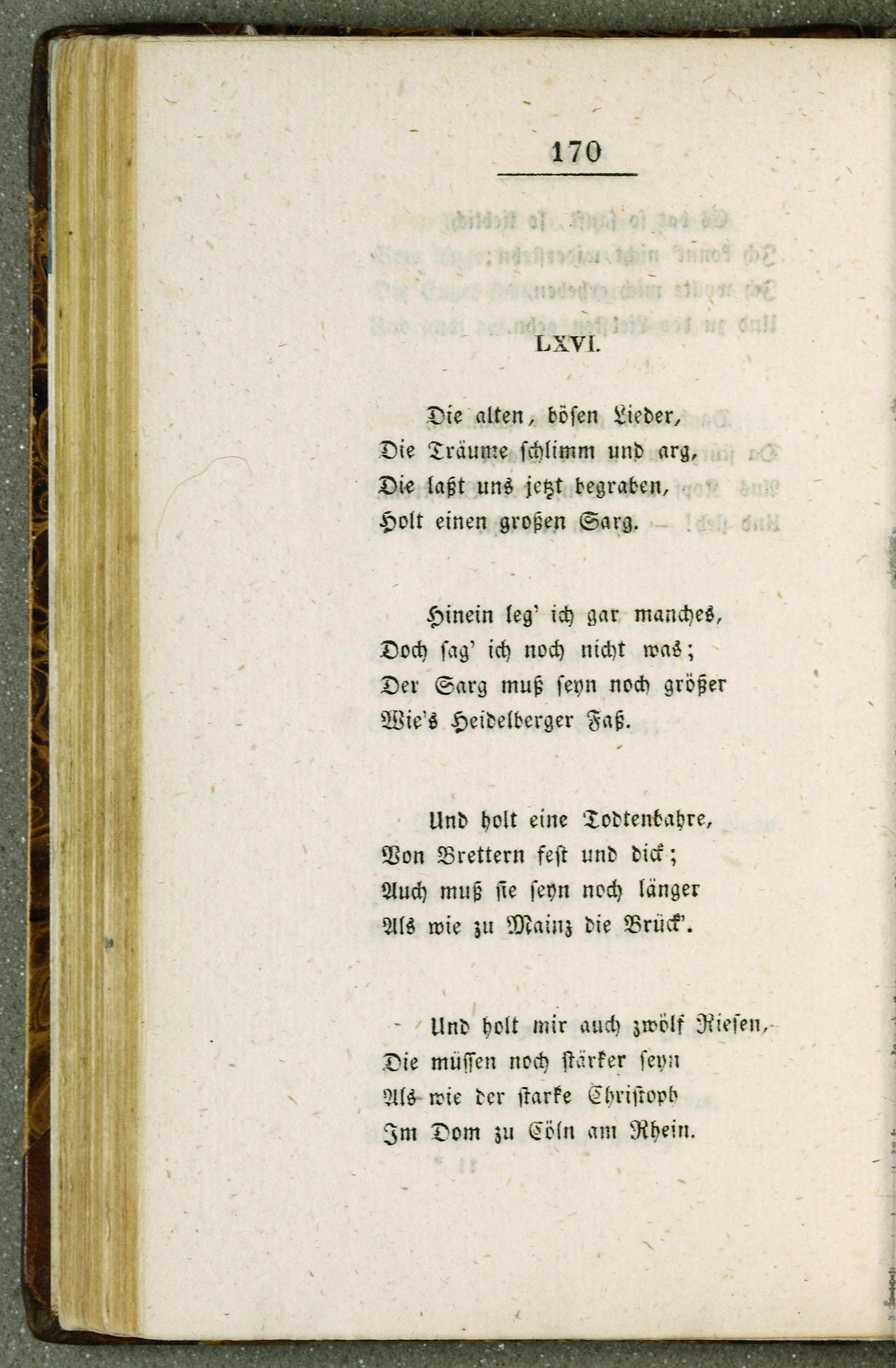
Die alten, bösen Lieder, die ersten vier Strophen, 1827

Die alten, bösen Lieder ist ein Gedicht von Heinrich Heine, das vom notwendigen Begraben alter Übel und Leiden handelt. Heine umschreibt die Vernichtung des alten Schmerzes mit verschiedenen literarischen Bildern. Der Text bildet den Abschluss des Abschnitts Lyrisches Intermezzo in Heines Gedichtsammlung Buch der Lieder. Diese kam 1827 heraus, entstand jedoch schon in der Zeit von 1816 bis 1826.

## Vertonung durch Robert Schumann
Robert Schumann vertonte Heines Gedicht als letztes Lied seines Liederzyklus Dichterliebe (op. 48). Dieser Zyklus von 16 Liedern nach Heine entstand 1840 in einer Zeit, in der Schumann viele Lieder komponierte. Schumann, der selbst lange Schriftsteller werden wollte, war ein Verfechter des kreativen Austausches verschiedener Kunstformen. Als großer Bewunderer Heines vertonte er viele seiner lyrischen Arbeiten. Primär kam es dem Romantiker Schumann auf die Verschmelzung und Vereinheitlichung von Dichtkunst und musikalischem Ausdruck an. So hat Schumanns Vertonung von „Die alten, bösen Lieder“ einen entschlossenen, in sich gesteigerten Charakter.

## Spätere Rezeption
Fatih Akın verfilmte das Lied als deutschen Beitrag zu dem aus 25 Kurzfilmen bestehenden EU-Kompilationsfilm Europäische Visionen von Lars von Trier. Mitwirkende sind beispielsweise FM Einheit und Idil Üner. Film und Lied implizieren in diesem Kontext eine Aufforderung an die EU, „die Kunst und Kultur der verschiedenen Länder als ein Werkzeug der Versöhnung zu sehen“.
Georg Kreisler nannte sein 1989 bei Ueberreuter erschienenes Erinnerungsbuch nach dem Heine-Lied, was bei dem für seine satirisch-boshaften Lieder bekannten Chansonnier vor allem als Hommage zu verstehen ist.
Der in Berlin lebende US-amerikanische Musiker Daniel Kahn veröffentlichte 2012 mit seiner Band The Painted Bird das Album Bad Old Songs mit Liedern in englischer, jiddischer und deutscher Sprache. Das vorletzte Lied ist Die alten, bösen Lieder im deutschen Originaltext von Heine. Der Titel des Albums bezieht sich offenbar auf dieses Lied, spielt aber auch auf Good Old Bad Old Days (Daniel Kahn) und Die Alten Lieder (Franz Josef Degenhardt, jiddisch und englisch von Daniel Kahn) an. Das Album wurde in die Quartals-Bestenliste 1-2013 der Deutschen Schallplattenkritik aufgenommen.